# Hosszúíj

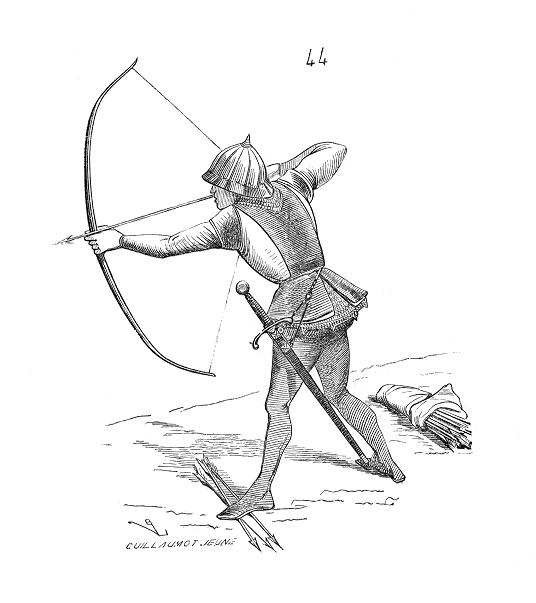
Angol íjász, hosszúíjjal

A hosszúíj az íj egy típusa, melynek hossza nagyjából azonos az íjászéval. Ily mód az eléggé hosszan, legalább az álláig hátra tudja húzni az íj húrját.
A hosszúíj nem kimondottan reflexíj. Két vége aránylag vékony, keresztmetszete pedig kerek vagy D alakú. A laposíj legalább ilyen hosszú, viszont keresztmetszete téglalap alakú.
A hosszúíjak a különböző kultúrákban különféle fafajtákból készültek. Európában a bronzkortól kezdve főleg tiszafából készültek, vagy hegyi szilfából, ha az előbbi nem volt elérhető. A történelmi hosszúíj egy darab fából készült, a modern hosszúíj viszont modern anyagból vagy rétegzett faanyagból.
Az íjászszövetségek különféle osztályokat állítottak fel, gyakran középkori történelmi hosszúíj-példák, technikák vagy felhasználási módok alapján. A Brit Hosszúíj Szövetség előírása alapján a hosszúíj vastagsága legalább a szélessége 62,5%-a (mint egy viktoriánus íj), és középen a legvastagabb. Ez különbözik a középkori hosszúíjtól, mely vastagsága a szélességének 33–75%-a. Ezenkívül a viktoriánus íj nem hajlik az egész hosszában, mint a középkori íj. A hosszúíjat a föld sok kultúrájában használták vadászatra és harcra, leghíresebb példája a középkori angol hosszúíj.

## Története

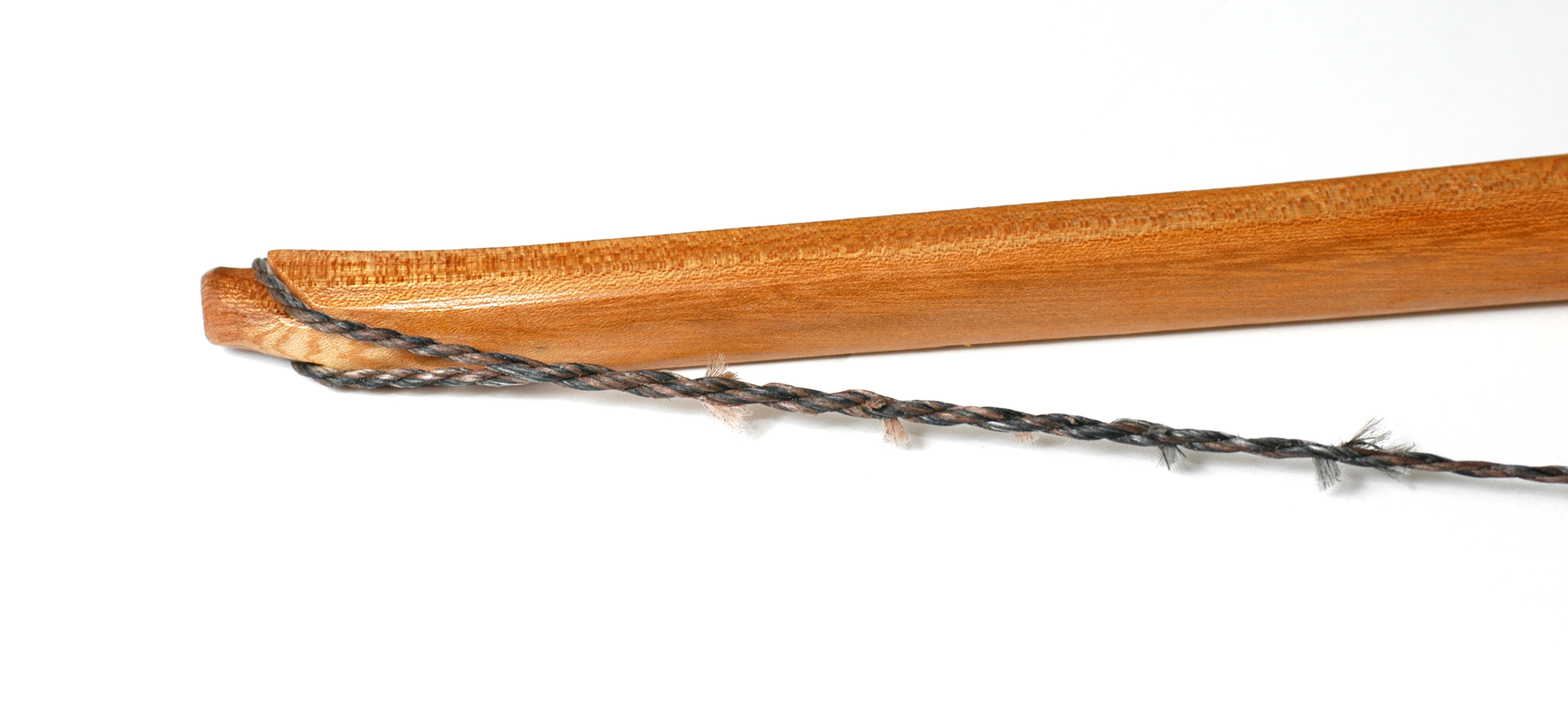
Angol szilfa hosszúíj

Egy 633-ban kelt feljegyzés szerint a Brit-szigeteken ezt a fegyvert első ízben Walesben használták, amikor Edwin fiát, Offridot, Northumbria királyát egy hosszúíjból kilőtt nyílvessző ölte meg. Ez több mint 500 évvel korábban volt, mint a hosszúíj katonai használatára utaló első feljegyzés Angliában. Ennek ellenére ezt a fegyvert sokkal többen nevezik angol hosszúíjnak, mint walesi hosszúíjnak.
A középkorban Anglia és Wales híres volt rendkívül hatásos hosszúíjaikról. Nagy hasznát vették a korszak polgárháborúiban, valamint a Franciaország ellen vívott százéves háborúban. Különösen nagy segítséget jelentett a Crécy (1346), Poitiers (1356), és Agincourt (1415) mellett vívott csatákban.
A hosszúíjjal való íjászatról szóló első könyv Angliában 1545-ben jelent meg VIII. Henrik angol király dedikálásával.
Az 1545-ben elsüllyedt Mary Rose hajón talált nyílvesszők átlagos hossza 75 cm volt.
Bár a tűzfegyverek kiszorították az íjakat a harcokból, fa vagy üvegszálas laminált hosszúíjakat ma is használnak hagyományőrző íjászok, valamint néhány törzsi közösségben sport- és vadászati céllal.
A hosszúíjnak van néhány gyakorlati előnye a rekurzív és kompozit íjakkal szemben: általában könnyebb, gyorsabban lehet felkészülni a lövéshez, valamint sokkal halkabb. A modern íjakból kilőtt nyilaknak viszont nagyobb a sebességük és a találati pontosságuk.

## Felépítése

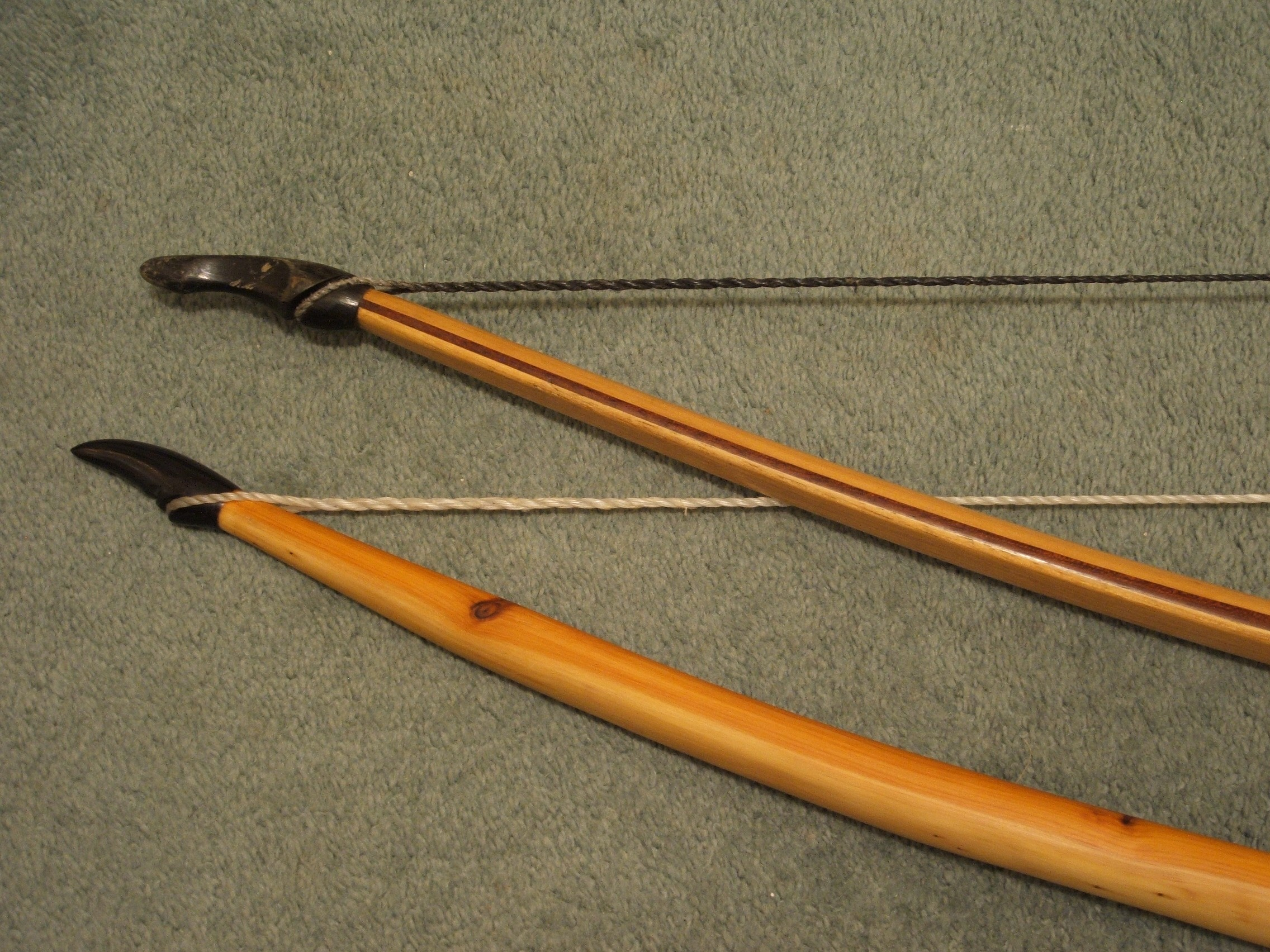
Fent: 3 féle fából laminált íj. Lent: Tiszafából készült íj

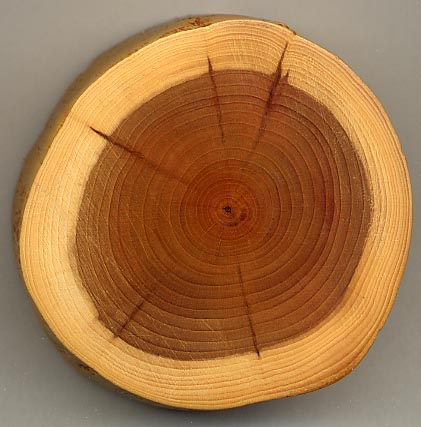
Tiszafa törzsének metszete, a világos színű rész a szíjács, a sötét a geszt

Mivel a hosszúíjat egyetlen fából faragják ki, ezért viszonylag gyorsan és egyszerűen lehet elkészíteni. Amatőr íjkészítők manapság 10-20 óra alatt készítenek el egyet, míg a gyakorlottabb készítők (például a középkori mesterek) jóval gyorsabbak voltak.
A hosszúíjat legegyszerűbb kivitelében egyetlen fából készítik, Angliában tradicionálisan tiszafából.
Az íj anyagát oly módon metszik ki a tiszafa törzséből, hogy kétharmad része a szíjácsból (fa külső része), egyharmada a gesztből áll. A tiszafa szíjácsa jól tűri a feszítést, míg a gesztje a nyomást. Az íj anyagának kimetszésekor mindig kompromisszumokat kell kötni, hiszen ritka a hibátlan tiszafa. Erre az alapanyagra a középkorban akkora volt az igény, hogy a 16. században majdnem kihalt Európából. Kedvelt fafajta volt még a narancseper és az eperfa, de ezek szíjácsa majdnem használhatatlan, ezért azt el kell távolítani.
A hosszúíj karjai elkeskenyedőek, keresztmetszetük kerek, így a feszültség bennük sokkal kevésbé egyenletesen alakul, mint egy laposíj esetén. Az íj karja tulajdonképpen egy hajlított gerenda, így a semleges tengelytől (középvonal, mely nincs sem feszítve, sem nyomva) távolabb eső szálak nagyobb stressznek vannak kitéve. Egy kerek íjkar esetén a semleges tengelytől távolabb eső szálak nagyobb feszítésnek illetve nyomásnak vannak kitéve, így könnyebben sérülnek. A laposíj esetében a lapos has és hát a semleges tengelytől minden pontban egyenlő távolságra van, a feszültség egyenletesebb oszlik meg, így gyengébb fafajták is megfelelnek. Kisebb az esélye a törésnek vagy a tartós meggörbülésnek. A hosszúíjat szükségszerűen gyengébb és hosszabb vagy rugalmasabb anyagból kell készíteni, mint a laposíjat. Hosszúíjnak csak a különlegesen rugalmas faanyagok felelnek meg. Európában elsősorban a tiszafát használták, mivel nagy a nyomószilárdsága, könnyű és rugalmas. A tiszafa az egyetlen széles körben elérhető fafajta, melyből jó tömör íjat lehet készíteni. Az újkőkorszaktól kezdődően egész Európában ezt használták leggyakrabban. Gyakoribb és olcsóbb keményfák, mint például a szil, tölgy, hikori, kőris, mogyoró, juhar inkább laposíjnak alkalmasak. Ha egy vékony, nagy feszítő erejű hosszúíjat ezek valamelyikéből készítünk, úgy az a tartós feszítés hatására végleg elgörbül.
A laminált hosszúíj kettő vagy több különböző fa összeragasztásával készül. Ezzel a módszerrel jól kihasználható egyes fafajták magasabb nyomószilárdsága, szakítószilárdsága. A hikori és a bambusz jól tűri a feszítést, így az íj külső felén használják, míg a belső felén (hasán) inkább citromfát vagy tiszafát.
A történelmi japán hosszúíj, a jumi több rétegből készül: a hasa és a háta bambusz, a magja (középső rétege) bambusz vagy keményfa, majd a két oldalára keményfa szalagot ragasztanak a csavarodás elkerülésére.
Minden fából készült íj gondos bánásmódot igényel, óvni kell a kiszáradástól és a nedvességtől. Faíjakkal pont olyan jól lehet lőni, mint üvegszálas társaikkal, de könnyebben törnek, repednek. A modern íjak jobban tűrik a felajzást, mint a faíjak, melyekről használat után azonnal el kell távolítani az ideget, azaz a húrt.

## Fordítás
Ez a szócikk részben vagy egészben  a   Longbow című angol Wikipédia-szócikk ezen változatának fordításán alapul.  Az eredeti cikk szerkesztőit annak laptörténete sorolja fel. Ez a jelzés csupán a megfogalmazás eredetét és a szerzői jogokat jelzi, nem szolgál a cikkben szereplő információk forrásmegjelöléseként.